# Barry Keoghan
Barry Keoghan (Dublín, 18 d'octubre de 1992) és un actor irlandès. És conegut pels seus papers tant en pel·lícules independents com en superproduccions. El 2020 va figurar al número 27 de la llista del diari The Irish Times dels millors actors de cinema d'Irlanda.

## Trajectòria
Els seus primers papers cinematogràfics van ser a '71 (2014), Mammal (2016) i Trespass Against Us (2016). El 2017 va ser elogiat per la seva interpretació a la pel·lícula Dunkerque de Christopher Nolan i a The Killing of a Sacred Deer de Yorgos Lanthimos, rebent una nominació al Premi Independent Spirit per aquesta darrera.
Més endavant va treballar a American Animals (2018), Calm with Horses (2019), que li va merèixer una nominació al premi BAFTA al millor actor secundari, i The Green Knight (2021). El 2021, va fer de Druig a la pel·lícula Eternals de Marvel Cinematic Universe. El 2022 va aparèixer a The Banshees of Inisherin, de Martin McDonagh, pel qual va guanyar el BAFTA al millor actor secundari i va rebre nominacions als Globus d'Or i Oscar.
També és conegut pels seus papers en sèries de televisió com al drama de Raidió Teilifís Éireann Love/Hate (2013) i la minisèrie d'HBO Chernobyl (2019). Keoghan és un ambaixador de Christian Dior i de l'organització benèfica Barretstown.

## Vida personal
Entre el 2017 i el 2019, va sortir amb Shóna Guerin, a qui va conèixer com a cambrera per Divendres Sant. El 2022, va començar a veure's amb Alyson Sandro, una ortodoncista escocesa amb qui tindria el seu fill Brandon l'agost del 2022. Amb tot, l'any següent es va saber que s'havien separat. El març del 2024, es va fer públic que tenia una relació amorosa amb Sabrina Carpenter des de feia mesos.